# Ana Fidelia Quirot
Ana Fidelia Quirot Moré (ur. 23 marca 1963 w Palma Soriano) – kubańska lekkoatletka, biegaczka, specjalizująca się w biegu na 800 metrów, mistrzyni świata, medalistka olimpijska.
Quirot pojawiła się na światowych arenach lekkoatletycznych pod koniec lat 80. XX wieku. Na mistrzostwach świata w 1987 zajęła wysokie czwarte miejsce. Cztery lata później na mistrzostwach świata w Tokio zdobyła już srebrny medal. Kolejnym jej sukcesem był brązowy medal na Igrzyskach Olimpijskich w Barcelonie w 1992.
Po igrzyskach Quirot przeżyła w swoim domu wypadek, na skutek którego oparzeniu uległo 40% jej ciała. Quirot była wówczas w ciąży. Jej córka nie przeżyła przedwczesnego porodu wywołanego wypadkiem. Pomimo poważnych obrażeń udało jej się powrócić do sportu wyczynowego. Pod koniec 1993 wystąpiła na Igrzyskach Środkowoamerykańskich, zajmując drugie miejsce za reprezentantką Surinamu Letitią Vriesde.
W następnych latach odnosiła kolejne sukcesy: złote medale mistrzostw świata Göteborg 1995 i Ateny 1997. Na Igrzyskach Olimpijskich w Atlancie w 1996 zdobyła srebrny medal.
Quirot jest jedną z niewielu biegaczek, które pokonały 800 m w czasie poniżej 1 minuty 55 sekund. Jej rekord życiowy 1:54,44, który osiągnęła w 1989, daje jej czwarte miejsce na liście najlepszych zawodniczek w historii tej konkurencji, jest także rekordem Ameryki Północnej i Środkowej. Jest ona także aktualną rekordzistką świata w biegu na 600 metrów (1:22,63 w 1997). Do Quirot należą także rekordy Kuby na dystansach: 400 (49,61 w 1991) oraz 1000 metrów (2:33,12 w 1989). W latach 1978–1996 pięciokrotnie poprawiała rekord kraju w sztafecie 4 × 400 metrów, zawsze biegnąc na ostatniej zmianie. Wynik 3:24,23 uzyskany na igrzyskach w Atlancie (1996) był rekordem Kuby przez następne 12 lat.